# Dolon-Pass
Der Dolon-Pass (kirgisisch Долон ашуусу Dolon aschuussu) ist ein wichtiger Gebirgspass in Zentral-Kirgisistan (Zentralasien).
Der Dolon-Pass liegt auf einer Höhe von 3028 m im Süden des Oblus Naryn. Er trennt den Songköltoo im Westen vom Baidulu-Gebirgszug im Osten. Über den Pass führt die Fernstraße A365. Diese verbindet die Stadt Naryn im Süden mit Kotschkor im Norden. Nächste Orte an der Straße sind das nördlich gelegene Sary-Bulak sowie das südöstlich gelegene Kitschi-Karakudschur.